# Sundholmsvej
Sundholmsvej er en gade på Amager, mellem Amager Fælledvej og Englandsvej. Gaden har taget navn efter hospitalet Sundholm, der stadig ligger i den nordlige ende af gaden. Gaden lægger navn til Sundholmskvarteret der i årene 2008-2014 undergår en gennemgribende og bæredygtig byfornyelsesindsats kaldet områdeløft.
|  | Denne artikel om en bygning eller et bygningsværk kan blive bedre, hvis der indsættes et (bedre) billede. Du kan hjælpe ved at afsøge Wikimedia Commons for et passende billede eller lægge et op på Wikimedia Commons med en af de tilladte licenser og indsætte det i artiklen. |

55°39′37.29″N 12°35′53.26″Ø / 55.6603583°N 12.5981278°Ø